# Oceánické podnebí

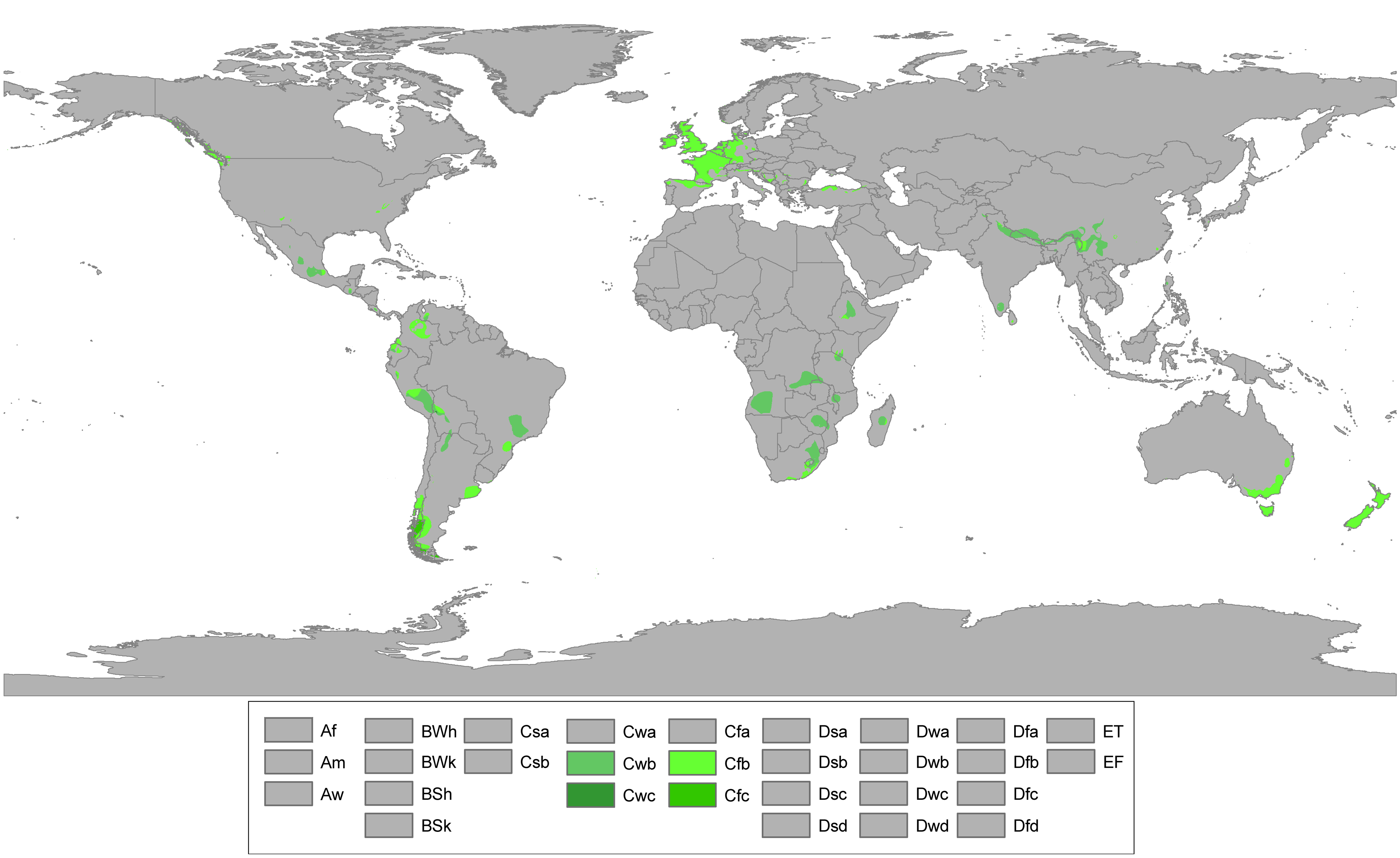
Mapa světa znázorňující oceánické podnebí (Cfb, Cfc, Cwb, Cwc)

Oceánické podnebí, případně oceánské klima, (zkratky CfB, Cwb, Cfc) je podle Köppenovy klasifikace podnebí typ podnebí, které se vyznačuje malými denními rozdíly teploty vzduchu v průběhu ročních období. Rozdíly mezi nejnižší a nejvyšší průměrnou měsíční teplotou v roce jsou do 15 °C. Pro tento typ podnebí je rovněž typická vysoká oblačnost s velkým množstvím srážek, které jsou rovnoměrně rozloženy do všech ročních období. Tento typ podnebí je charakteristický např. pro západní pobřeží Evropy nebo Ameriky. Rozděluje se na 2 podtypy, Cfb v mírných zeměpisných šířkách a Cfc v subpolárních.

## Mírné oceánické podnebí (Cfb)
Toto podnebí nemá příliš teplá léta ani moc studené zimy. Mezi jeho charakteristiky patří průměrná teplota nejteplejšího měsíce nižší než 22 °C a toho nejchladnějšího vyšší než 0 °C nebo −3 °C (na tom se meteorologové neshodují). Rozdíl průměrné teploty nejteplejšího a nejstudenějšího měsíce bývá menší než 20 °C, v nejsilněji oceánských místech je to 10 °C nebo i méně. Srážky jsou rovnoměrně rozložené do celého roku.

### Teploty
Nejvyšší letní teploty se pohybují mezi 15 °C a 35 °C v závislosti na vzdálenosti od pobřeží, návětrnosti a zeměpisné šířce. Nejnižší zimní teploty jsou obvykle mezi −10 °C až 5 °C. Pod −10 °C klesají hlavně hluboko ve vnitrozemí nebo na hranici s kontinentálním podnebím.

### Srážky
Většina srážek napadá při středně silném dešti. V létě mohou občas přijít bouřky a v zimě čas od času zasněží. Za rok naprší hrubým odhadem od 500 mm do 2500 mm (nejsou započítány vysoké hory) Sněžit na některých místech nemusí vůbec, ale ve většině míst nasněží alespoň někdy. Sníh pak leží na zemi maximálně 60 dní. V nejvíce oceánských místech, například na západním pobřeží Velké Británie, sněží jen několik dnů v roce (méně než 5).

### Galerie

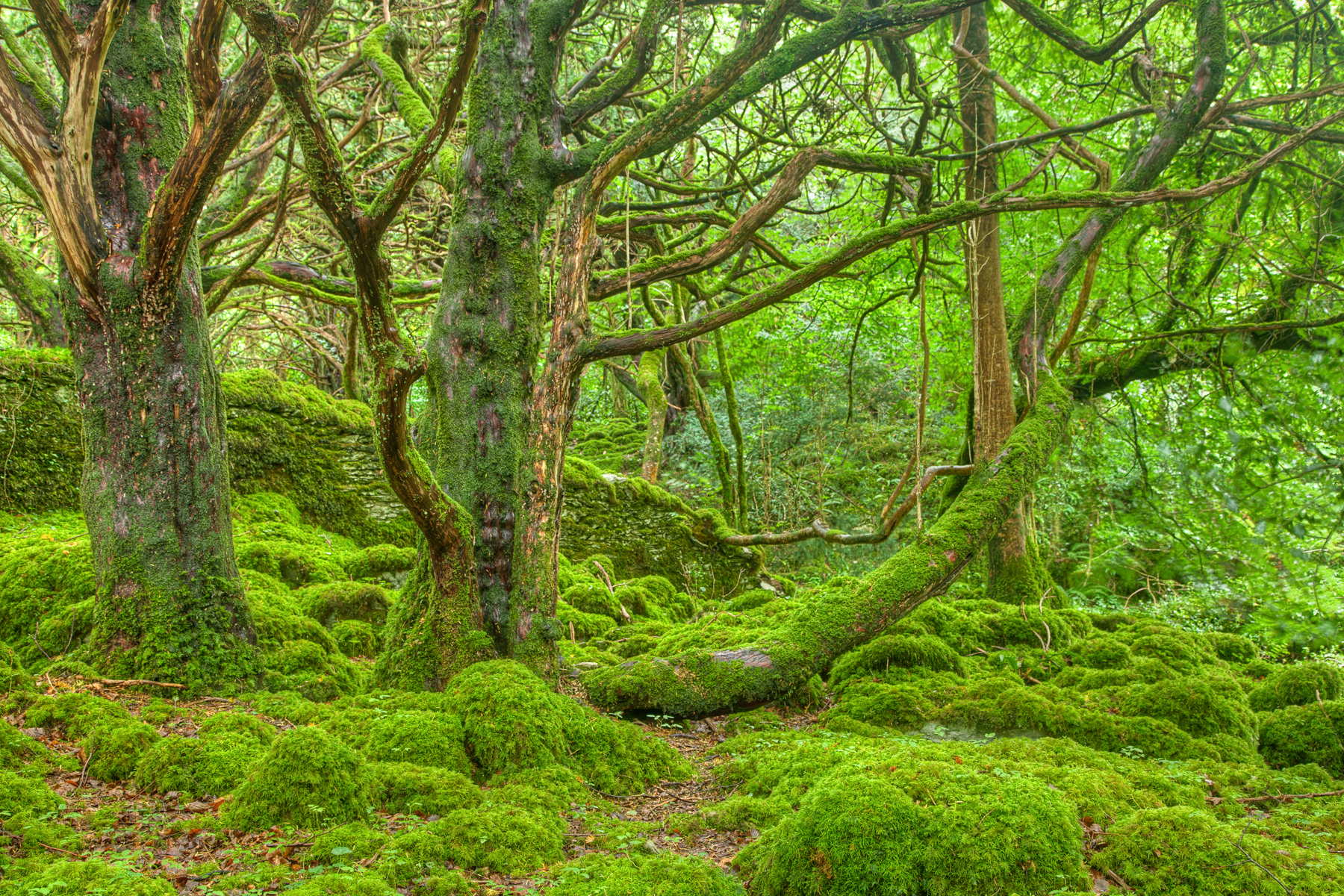
Les v silně oceánském podnebí. (západní Irsko)
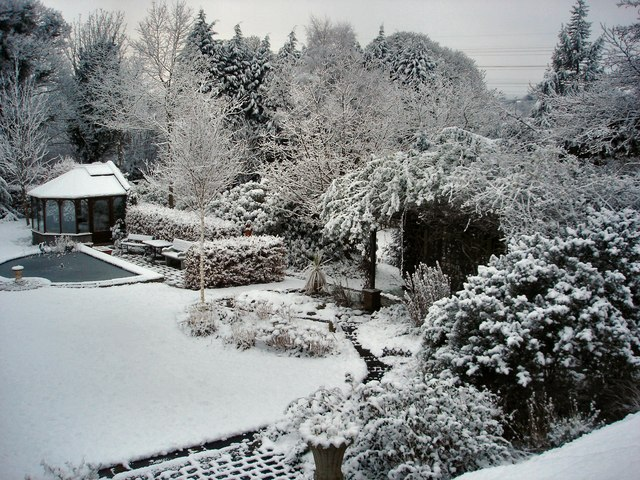
Sněhová pokrývka tu být může, ale vydrží mnohem kratší dobu než ve vnitrozemském podnebí.
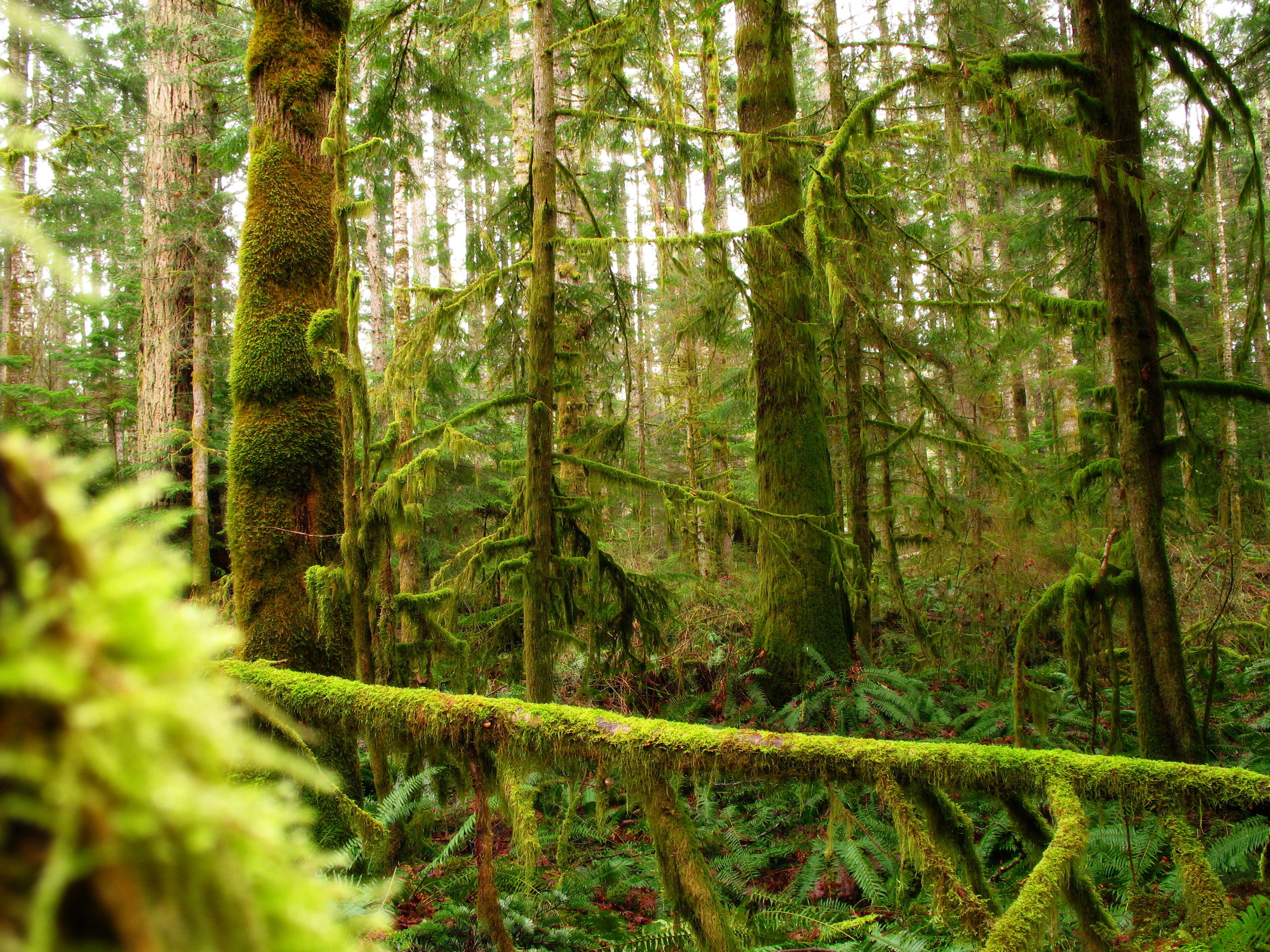
Na ostrově Vancouver a západním pobřeží Kanady na rozdíl od Irska a Velké Británie převládají jehličnaté stromy.

## Subpolární oceánické podnebí (Cfc)

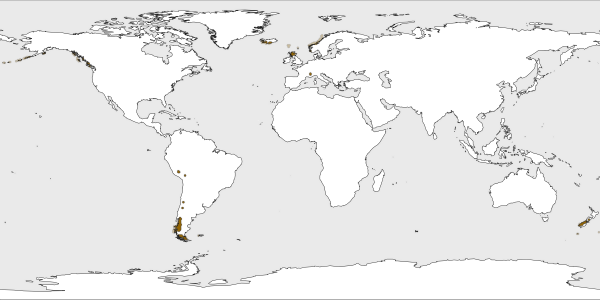
Subpolární oceánické klima se dále vyskytuje na Aleutských ostrovech, jihozápadním pobřeží Islandu, Faerských a Shetlandských ostrovech a Aucklandských ostrovech.

Subpolární oceánické podnebí je nejčastější na ostrovech a pobřežích v blízkosti polárního kruhu. Jeho základními charakteristikami jsou jeden až tři měsíce s průměrnou měsíční teplotou nad 10 °C a průměrná teplota nejstudenějšího měsíce vyšší než −3 °C. Má velmi malé výkyvy teploty jak přes den, tak i mezi létem a zimou. Srážky jsou po celý rok rovnoměrně rozložené, sněžení je v zimě časté a na zemi se může udržet i dlouhodobější sněhová pokrývka (více než 1 den), například na ostrově Adak je průměrná výška sněhové pokrývky do 10 cm a v Reykjavíku leží sníh na zemi 49 dní v roce. Většina deště naprší ve formě lehkého deště nebo lehkého sněžení. Množství napadaných srážek je různorodé, od několika stovek mm až po více než 1500 mm.

### Teploty
Absolutně nejvyšší letní teploty dosahují 15 °C až 20 °C, v letních nocích obvykle 5 °C až 10 °C. Nejnižší zimní teploty klesají zhruba mezi −5 °C až −10 °C a přes den v zimě nebývá více než 10 °C.

### Galerie

Léto na Aleutských ostrovech.
Klima nedovoluje růst vysokých stromů.
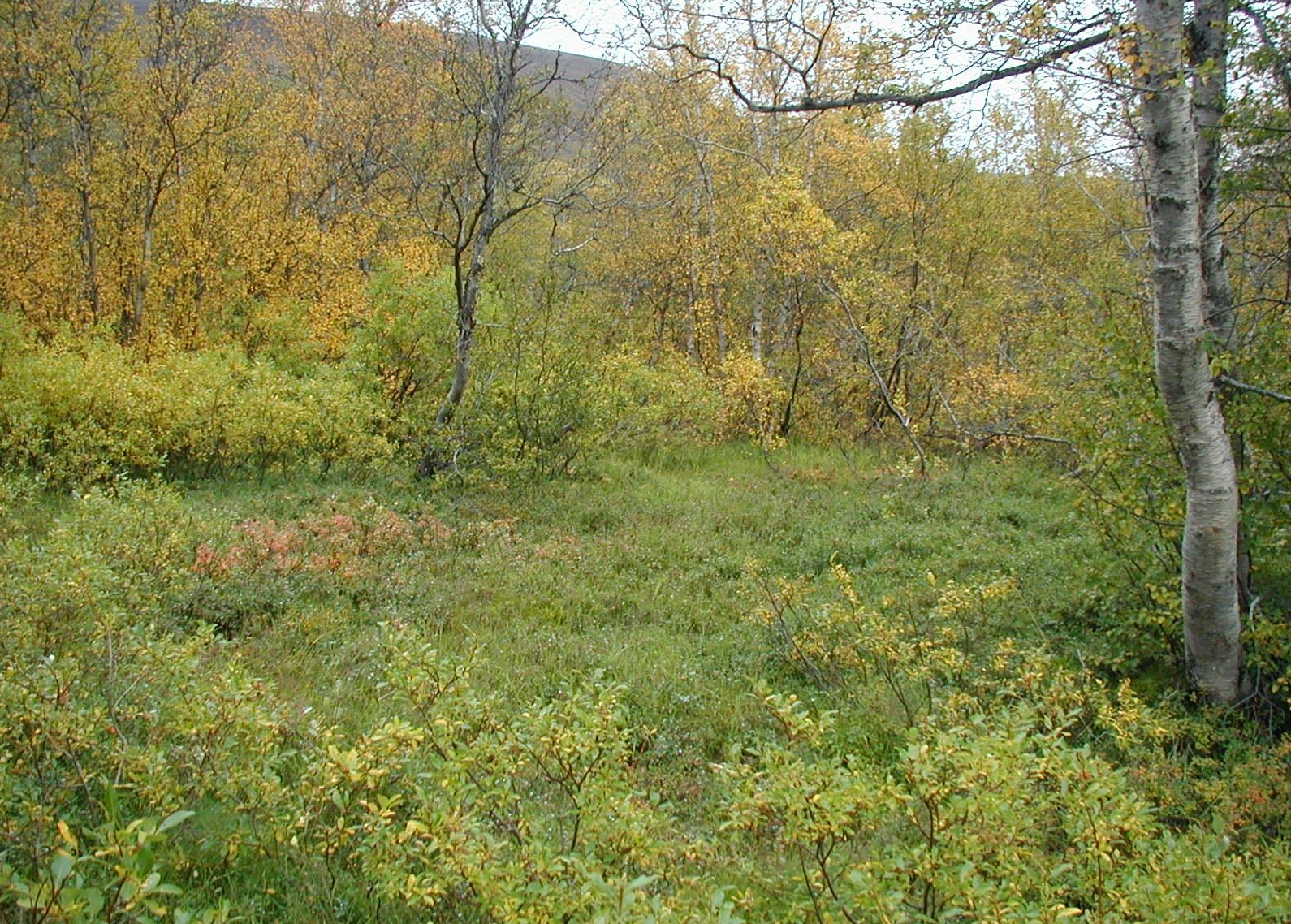
Islandský les začátkem podzimu.
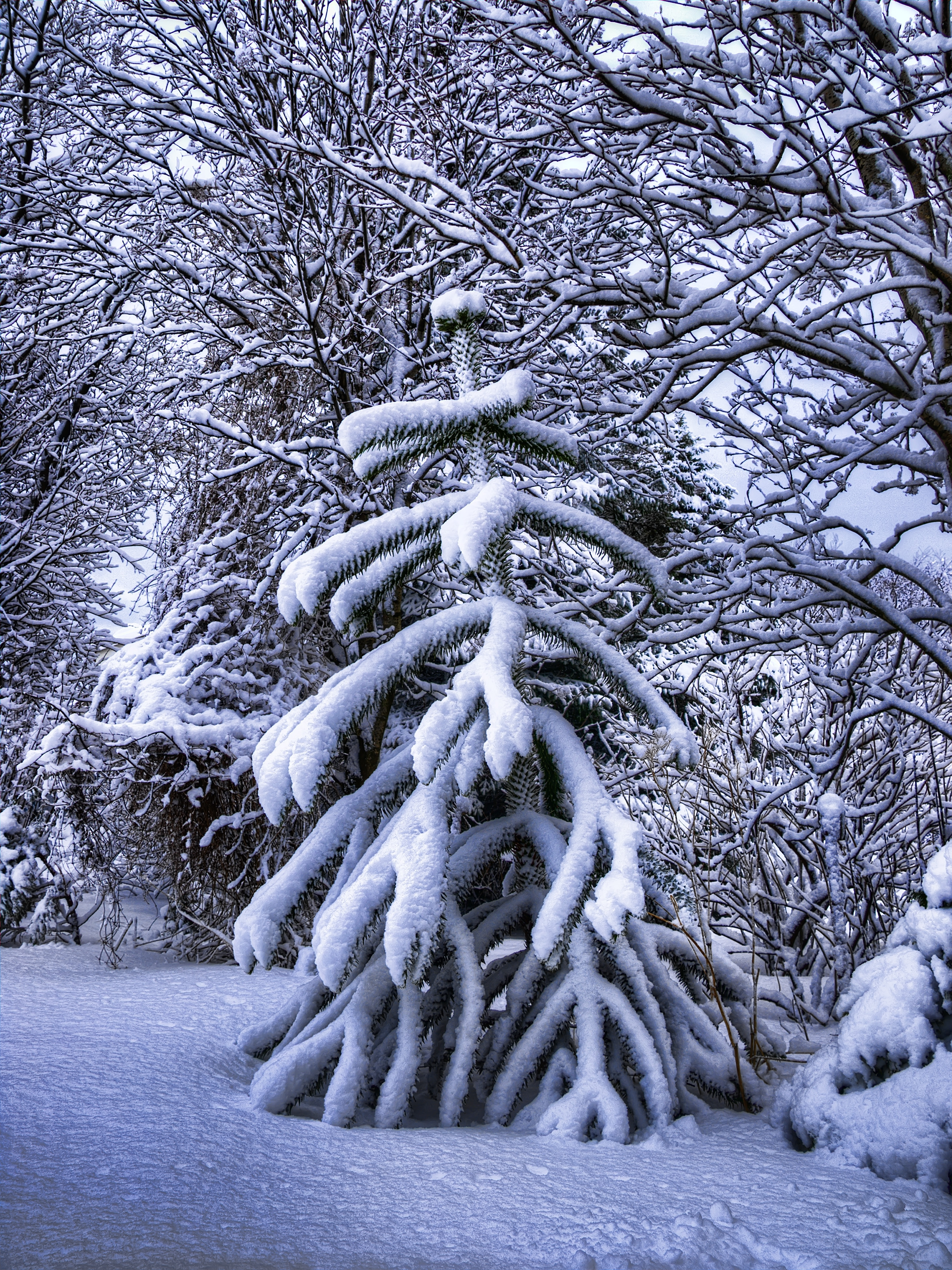
Zima v Reykjavíku.